# Federico Traversa
Federico Traversa es un escritor italiano nacido en Génova el 15 de abril de 1975 En 2006 publica junto con el cantautor español Tonino Carotone el libro Il Maestro dell'Ora Brava. 